# Rickettsia prowazekii
Rickettsia prowazekii là một loài trực khuẩn gram âm, loạialphaproteobacteria, ký sinh bắt buộc, hiếu khí, căn nguyên của dịch sốt phát ban, sống trong phân của chấy. Ở Bắc Mỹ, vật chủ chính của R. prowazekii là sóc bay. R. prowazekii bao quanh bởi một lớp vỏ protein và chất nhờn; vòng đời tự nhiên của vi khuẩn  liên quan mật thiết đến vật chủ là động vật có xương sống và không xương sống, thường là động vật Chân khớp, điển hình là rận Pediculus humanus humanus. Một dạng của R. prowazekii tồn tại trong phân của động vật Chân khớp tồn tại tronmg nhiều tháng. R. prowazekii có vẻ là họ hàng gần nhất đối ty thể, dựa trên trình tự bộ gen.

## Lịch sử
Năm 1916, bác sĩ người Brazil Henrique da Rocha Limaphát hiện ra vi khuẩn này. Ông đặt tên nó theo tên đồng nghiệp Stanislaus von Prowazek, người đã chết vì bệnh sốt phát ban năm 1915. Cả Prowazek và Rocha Lima đều bị nhiễm sốt phát ban khi đang nghiên cứu tác nhân gây bệnh của nó trong một bệnh viện nhà tù ở Hamburg, Đức. Vi khuẩn này không có lông roi và sống hiếu khí. Đây là vi khuẩn Gram âm.

## Bộ gen
Bộ gen của R. prowazekii bị giảm, có kích thước khoảng 1Mb và mã hóa 834 protein. Một số chủng mã hóa cho 866 protein. Các trình tự không đủ mã hóa đủ protein càn thiết, do vật vi khuẩn phải lấy dinh dưỡng từ vật chủ của nó chính là tế bào nhân chuẩn. Vì lý do này, R. prowazekii đôi khi được coi là một mô hình của ty thể.

## Điều trị
Vắc-xin chống R. prowazekii được phát triển vào những năm 1940 và có hiệu quả cao trong việc giảm tử vong do sốt phát ban của lính Mỹ trong Thế chiến II.  Tuy nhiên, R. prowazekii có thể gây nhiễm trùng tiềm ẩn, có thể tái hoạt động sau nhiều năm hoặc nhiều thập kỷ (được gọi là bệnh Brill-Zinsser). Điều trị bằng kháng sinh tetracycline có thể tiêu diệt vi khuẩn.